# Marie Cavallier

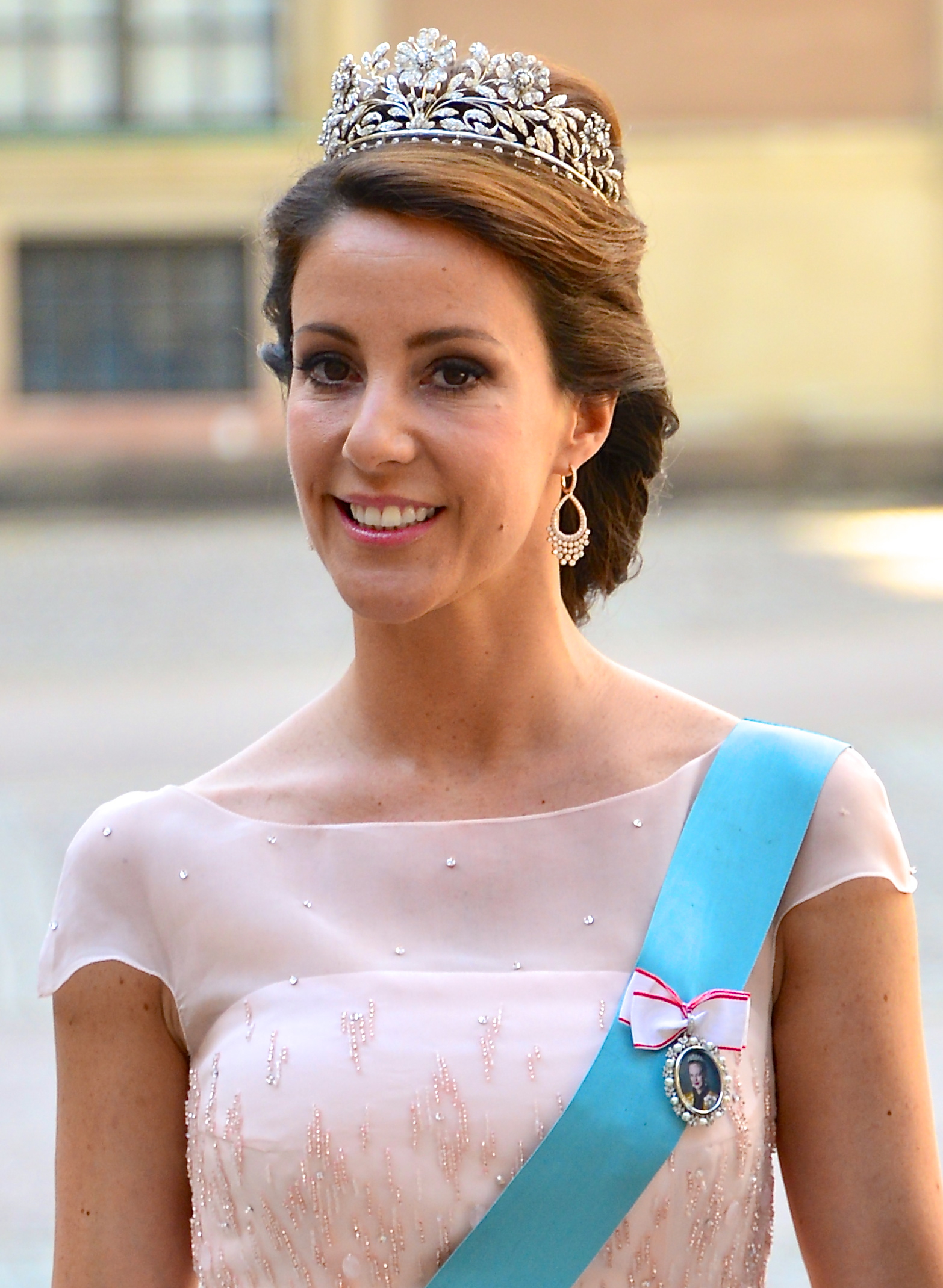
Prinses Marie van Denemarken (2013)

Marie Agathe Odile Cavallier (Parijs, 6 februari 1976), prinses van Denemarken, gravin van Monpezat is de echtgenote van prins Joachim van Denemarken. Zij is de dochter van Alain Cavallier en Françoise Moreau (hertrouwd met Christian Grassoit). Ze heeft vier halfbroers: twee via moederszijde, Benjamin en Gregory Grandet, beiden geboren in Zwitserland, en twee via vaderszijde, Charles en Edouard Cavallier, beiden geboren in Parijs. Tot haar huwelijk woonde zij in Genève, Zwitserland. Ze is van geboorte Frans staatsburger en was lid van de Rooms-Katholieke Kerk.
Op 3 oktober 2007 werd haar verloving met prins Joachim van Denemarken bekendgemaakt door koningin Margrethe van Denemarken in aanwezigheid van het paar, prins-gemaal Henrik van Denemarken en broer/zwager, kroonprins Frederik van Denemarken. Marie gaat sinds het huwelijk door het leven als Hare Koninklijke Hoogheid Prinses Marie van Denemarken, Gravin van Monpezat. Zij is in verband met haar huwelijk overgegaan naar de Evangelisch-Lutherse Kerk van Denemarken en heeft het Deens staatsburgerschap aangenomen en het Frans staatsburgerschap opgegeven.
Marie is op 24 mei 2008 in het huwelijk getreden met prins Joachim. Joachim heeft al twee kinderen, Nikolai en Felix, uit zijn eerste huwelijk.
Op 4 mei 2009 kwam de eerste zoon van prinses Marie en prins Joachim ter wereld. Zijn naam werd pas bekendgemaakt bij zijn doop. De baby kreeg de titel "Prins van Denemarken, Graaf van Monpezat", zijn aanspreektitel is "Zijne Hoogheid". Op 26 juli 2009 werd de jonge prins gedoopt en kreeg hij de namen Henrik Carl Joachim Alain.
Op 24 januari 2012 kreeg Marie een dochter. Dit kind kreeg de naam Athena Marguerite Françoise Marie.

## Onderscheidingen
- Ridder in de Orde van de Olifant
- Grootkruis Orde van Leopold II